# Джіа Лісса
Юлія Чиркова (нар. 1 вересня 1996, Іжевськ, Росія), відома як Джіа Лісса (англ. Jia Lissa) — російська порноакторка.

## Життєпис
Має молодшу сестру. Навчалася у музичному коледжі. Переїхала до Москви незадовго до свого 17-річчя. Після 18 років почала зніматися на вебкамеру. Знімалася на вебкам-платформі MyFreeCams.com протягом трьох років, а також на LiveJasmin. Працювала офіціанткою в кількох ресторанах.
В порноіндустрію потрапила восени 2017 року у віці 21 року. Її першими стали сцени мастурбації для сайту MET-Art. Протягом 10 місяців після знімалася в сценах мастурбації і лесбійського сексу для сайтів LetsDoeIt, MET-Art, StraplessDildo, студії Віва Томаса. У серпні 2018 року підписала ексклюзивний контракт з порностудією Vixen французького підприємця Грега Ланскі і почала зніматися в сценах з чоловіками, ставши першою європейською контрактною зіркою даної студії. У грудні того ж року вперше знялася для студії Blacked в сцені міжрасового сексу.
Інтереси Джії в порноіндустрії представляє угорська компанія JulModels, що належить Джулії Гранді, яка також працює режисеркою і продюсеркою для Vixen Media Group.
За даними сайту IAFD на лютий 2020 року, знялася в понад 50 порнофільмах і сценах.
Захоплюється грою на укулеле і записує пісні.

## Нагороди та номінації
| Рік  | Нагорода          | Результат | Категорія                                                                                                  | Фільм                                              |
| ---- | ----------------- | --------- | --- | -------------------------------------------------- |
| 2018 | XBIZ Europa Award | Перемога  | Краща сцена сексу — лесбійський фільм (разом з Лексі Лайо)                                                 | Jia                                                |
| 2019 | Spank Bank Award  | Номінація | Masturbator of the Year                                                                                    | Н/Д                                                |
| 2019 | Spank Bank Award  | Номінація | Ravishing Redhead of the Year                                                                              | Н/Д                                                |
| 2019 | XBIZ Europa Award | Номінація | Виконавиця року                                                                                            | Н/Д                                                |
| 2019 | XBIZ Europa Award | Перемога  | Краща сцена сексу — гламкор (разом з Альберто Бланко і Лією Сільвер)                                       | Club VXN Vacation                                  |
| 2019 | XBIZ Europa Award | Номінація | Краща сцена сексу — лесбійський фільм (разом із Сібіл Ей)                                                  | Seduced by My Bestfriend                           |
| 2020 | AVN Award         | Номінація | Краща лесбійська сцена в іноземному фільмі (разом із Сібіл Ей)                                             | Glamorous — Stunning (з Seduced by My Best Friend) |
| 2020 | AVN Award         | Номінація | Краща нова іноземна старлетка                                                                              | Н/Д                                                |
| 2020 | AVN Award         | Перемога  | Краща сцена групового сексу в іноземному фільмі (разом з Джейсоном Лавом і Еллою Хьюз)                     | Double Dare (з Blacked Raw V15)                    |
| 2020 | Spank Bank Award  | Номінація | Most Photogenic Nymphomaniac                                                                               | Н/Д                                                |
| 2020 | Spank Bank Award  | Номінація | Ravishing Redhead of the Year                                                                              | Н/Д                                                |
| 2020 | XBIZ Award        | Номінація | Іноземна виконавиця року                                                                                   | Н/Д                                                |
| 2020 | XBIZ Europa Award | Перемога  | Виконавиця року                                                                                            | Н/Д                                                |
| 2020 | XBIZ Europa Award | Номінація | Краща сцена сексу — лесбійський фільм (разом з Люсі Харт)                                                  | Jia 4 You                                          |
| 2021 | AVN Award         | Номінація | Іноземна виконавиця року                                                                                   | Н/Д                                                |
| 2021 | AVN Award         | Номінація | Краща лесбійська сцена в іноземному фільмі (разом з Софі Спаркс і Еллі Лін)                                | Bad Girls Lesbian Desires                          |
| 2021 | AVN Award         | Номінація | Краща сцена групового сексу в іноземному фільмі (разом з Дарреллом Дипсом, Джеком Рипфером і Лією Сільвер) | Together                                           |

## Фільмографія
- 2018 — A Girl Knows 23
- 2018 — Rocco's Intimate Castings 23
- 2018 — Seduced By My Best Friend
- 2018 — Young & Beautiful 6
- 2019 — Blacked Raw V15
- 2019 — Erotic Moments: Woman To Woman 2
- 2019 — My First Interracial 14
- 2019 — Sapphic Desires